# Diamante Gran Mazarino
El Gran Mazarino (nombre original en francés: "Grand Mazarin") es un diamante que perteneció al cardenal Mazarino (1602-1661), y que pasó a la monarquía francesa tras su muerte. Fue lucido por cuatro reyes, cuatro reinas, dos emperadores y dos emperatrices.

## Descripción
Es un diamante de color rosa fantasía, con un peso de 19,07 quilates (3,8 g).

## Historia
Por la época desde la que se tienen noticias del diamante, la gema tiene que provenir de las minas de Golconda, ubicadas en el sureste de la India.
Adquirido por el cardenal Mazarino, a su muerte lo legó al rey Luis XIV de Francia en 1661 junto con otros diamantes excepcionales
Adornó la diadema de la emperatriz María Luisa, encargada por Napoleón I al joyero François-Régnault Nitot.
En 1887, el gobierno francés subastó objetos pertenecientes a la Corona francesa, incluyendo los diamantes de la Corona, entre los que figuraba el Gran Mazarino. Perteneció al joyero Frédéric Boucheron y, posteriormente, a la familia Derwies.
En  noviembre de 2017, fue vendido a Ginebra por la casa de subastas Christie's, alcanzando un precio de 12,5 millones de francos suizos, el doble de su precio estimado. No se revelaron los nombres del vendedor ni del nuevo propietario.

## Otros diamantes de color rosa famosos
- Diamante rosa Graff
- Darya-ye Noor
- Diamante Martian Pink
- Diamante Pink Legacy
- Diamante Grande Table